# Paros
Paros (druhý pád Paru) (řecky Πάρος) je řecký ostrov, který leží v Egejském moři. Je třetí největší v Kykladských ostrovech po Naxu a Andru. Leží 6 km západně od Naxu a jihozápadně od něj se za 1 km širokým průlivem nachází malý ostrov Antiparos, který spolu s ostrovem Paros tvoří regionální jednotku Paros. Ostrov má rozlohu 194,5 km² a jeho správním centrem je přístav Parikia (též zvaný Paros). Nejvyšším bodem je Marpessa (Profitis Illias) s nadmořskou výškou 771 m.

## Obyvatelstvo
V roce 2011 žilo na ostrově 13 715 obyvatel. Hlavním a největším městem ostrova je město Parikia nazvývané také Paros. Celý ostrov tvoří jednu obec a také jednu obecní jednotku, která se skládá z komunit a ty z jednotlivých sídel, tj. měst a vesnic. V závorkách je uveden počet obyvatel jednotlivých komunit.
- Obec a obecní jednotka Paros (13715) — Agkairia (1118), Archilochos (1066), Kostos (427), Lefkes (857), Marpissa (1065), Naousa (3124), Paros (6058).

### Členění komunity
- Komunita Paros se skládá z vlastního města Parikia (4326), vesnic Agios Charalampos (36), Vounia (37), Voutakos (38), Glisidia (59), Elitas (94), Kakapetra (259), Kalamion (173), Kamares (189), Kampos (110), Koukomales (77), Kritiri (231), Parasporos (55), Ponta (240), Sarakiniko (11), Sotires (78), Choriondaki (21), kláštera Moni Kristo Dado (24) a neobydleného ostrůvku Agios Spyridon.

## Dějiny
Dříve byl Paros znám jako naleziště velice kvalitního, bílého, poloprůsvitného mramoru, z něhož byla vytesána i socha Venuše Mélské. Na ostrově se narodil básník Archilochos a malíř Polygnotos. Jednou z nejvýznamnějších církevních památek Řecka je chrám Paraportiani přímo v centru hlavního města Parikia.

## Využití

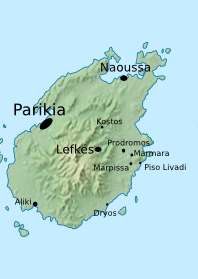
Města na ostrově

Místní obyvatelé se v minulosti živili převážně zemědělstvím, pěstováním vinné révy, výrobou oleje a rybolovem, v poslední letech stále více také turistikou. Ostrov Paros má obdobné písečné i skalnaté pláže, exotické scenérie i velmi příjemné klima. Tradiční paroské vesnice si uchovávají svůj původní ráz, tvoří jej bílé domky s modrými dřevěnými okenicemi a spousta kostelů, kostelíků i kapliček. Ostrov má velmi příznivé podmínky pro surfování.[zdroj?]

### Doprava
Na Paru je menší letiště, kam létají místní charterové lety z Athén, Heráklionu a Soluně. Připlouvají sem především individuální turisté a malé skupinky. Pravidelné lodní spojení je i s Athénami. Lety z Prahy sem v letní sezóně provozují také aerolinky Smartwings.